# Усконицы
Усконицы — деревня в Плюсском районе Псковской области. Входит в сельское поселение Плюсская волость.

## География
Деревня расположена в 9 км к северо-востоку от районного центра — посёлка Плюсса, у железной дороги Псков — Плюсса — Луга.

## Население
Численность населения деревни по оценке на конец 2000 года составляла 15 жителей, по переписи 2002 года — 11 человек.